# 1802 dans les chemins de fer
Chronologie des chemins de fer
1801 dans les chemins de fer - 1802 dans les chemins de fer - 1803 dans les chemins de fer

## Événements
- en Grande-Bretagne : 
  - la première locomotive, pour un chemin de fer, conçue par Andrew Vivian et Richard Trevithick, circule sur la voie ferrée à rails saillants de Coalbrookdale, Staffordshire, mais cause un accident.
  - Travaux du Surrey Iron Railway, l'un des premiers chemins de fer au monde (à traction hippomobile), au sud de Londres[1].
- au Pays de Galles, mise en service du Merthyr Tramroad, chemin de fer reliant les lignes privées des usines sidérurgiques de Dowlais et de Penydarren au canal du Glamorganshire à Abercynon, et desservant les usines sidérurgiques de Plymouth au passage. La ligne mesure 15,6 km et est à l'écartement de 1320 mm.

## Naissances
- 2 juillet - William Norris, fondateur du constructeur américain de locomotive à vapeur Norris Locomotive Works (d. 1867).